# Schmollerplatz
Der Schmollerplatz ist ein langgestreckter Stadtplatz im Nordwesten des Berliner Ortsteils Alt-Treptow des Bezirks Treptow-Köpenick. Er ist nach dem Volkswirt Gustav Friedrich von Schmoller benannt. Die Heidelberger Straße verläuft genau mittig durch den Platz und teilt ihn in einen nordöstlichen und einen südwestlichen Bereich.

## Geschichte und Entstehung
Im Jahr 1909 beschloss der Gemeinderat von Treptow, dass die Straßen in seinem Ortsteil künftig „volkswirtschaftliche, industrielle oder national-ökonomische Bezeichnungen“ erhalten sollte. Zuvor galt die Devise, dass Straßen nach den dort ansässigen Unternehmen oder Gründern der Landgemeinde benannt wurden. Diese führten dafür einen Obolus von 3000 Mark an den Bürgermeister ab. 1914 wich man von dieser Vereinbarung bei der Benennung der Schmollerstraße ab. Der Platz mit den Abmessungen von 220 m × 50 m entstand 1929 aus den zunächst eigenständigen Straßen 8a, 41 und 39 zwischen der Schmollerstraße und den Straßen 41 und 46 sowie den Plätzen I, II und III des Bebauungsplans. Die Benennung erfolgte am 17. Mai 1930. Im Volksmund hieß die Gegend mit der Lexisstraße, Onckenstraße sowie der Mengerstraße (heute: Mengerzeile) wegen der wissenschaftlichen Namensgeber auch Professorenviertel.
Im Zweiten Weltkrieg wurden die Gebäude bei mehreren alliierten Luftangriffen stark beschädigt. Anwohner nutzten die Schützengräben, um dort Schutt und Müll abzuladen. Überlieferungen zufolge glich das Gebiet in den frühen 1950er Jahren einer Müllhalde. Ab 1950 entwickelte sich die Gegend jedoch mit Hilfe des Nationalen Aufbauwerks zu einem Wohngebiet.
Wohnungsbaugenossenschaften wie die Gagfah errichteten nach und nach Häuser mit Wohnhöfen, Grünanlagen und dem Wohnbezirksclub Paul Robeson. 1950 entstanden 70 Wohneinheiten am Schmollerplatz 24–26 und im Jahr 1960 weitere 30 Einheiten am Schmollerplatz 5, 7 und 9. Ein Jahr später konnten weitere 30 Wohneinheiten am Schmollerplatz 11, 13 und 15 bezogen werden. In den 1960er Jahren wurde der Platz durch Einbeziehung des Bereichs zwischen der Neuapostolischen Kirche und dem Schmollerplatz 17 erweitert. 1976 wurden die Arbeiten mit 40 weiteren Wohneinheiten am Schmollerplatz 4, 6, 8 und 10 fertiggestellt. Ein Jahr später stand den Anwohnern eine Kaufhalle auf dem Platz zur Verfügung, die im Jahr 2016 abgerissen und durch ein Wohnhaus ersetzt wurde.

## Bau- und Kunstwerke am und auf dem Platz (Auswahl)

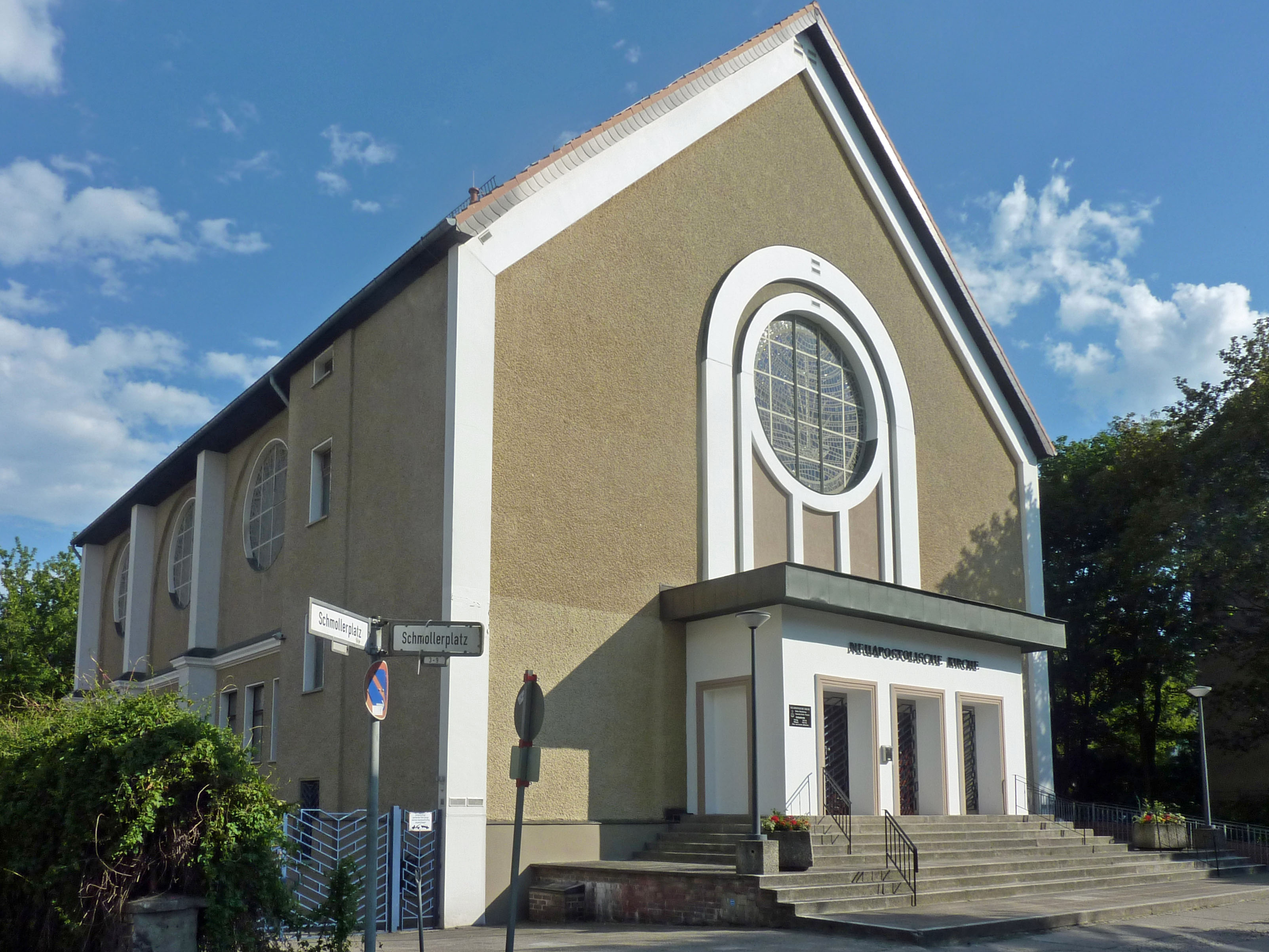
Neuapostolische Kirche

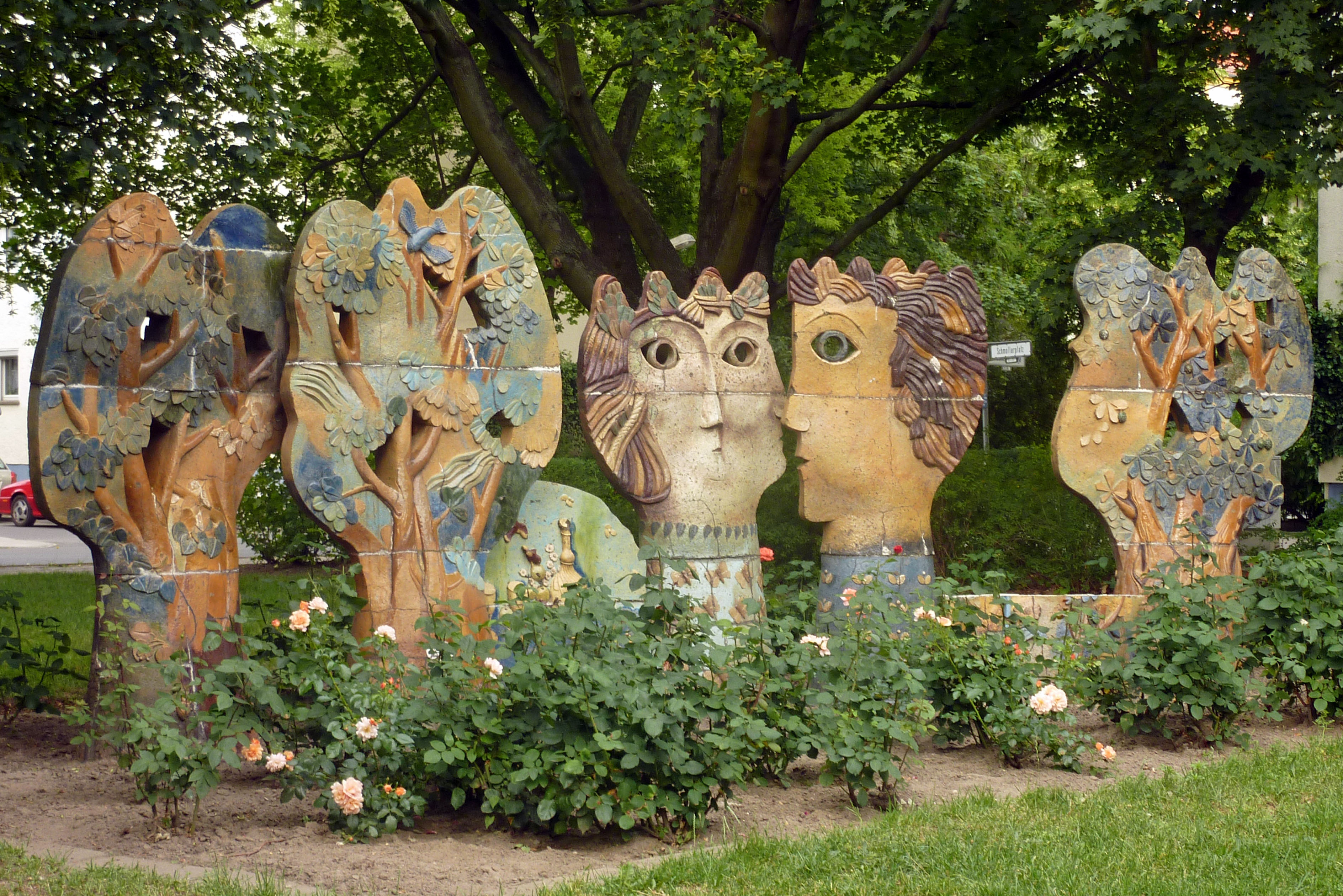
Aufbaukeramik

- Neuapostolische Kirche Berlin-Treptow: Sie wurde am 26. April 1926 eingeweiht und beherbergte neben Räumlichkeiten für den Gottesdienst auch Wohnräume. Am 23. November 1943 wurde es durch einen Bombentreffer beschädigt und am 21. Juni 1944 durch weitere Treffer zerstört. Anwohner nutzten die Ruine in den Wintermonaten als Rodelbahn. Die Gemeinde baute das Gebäude jedoch neu auf und konnte es am 25. November 1953 wieder nutzen.
- Auf dem Platz befindet sich eine glasierte Aufbaukeramik mit dem Titel Baumträume des Baukeramikers und Plastikers Christian Uhlig aus den Jahren 1977/1979.[2] Die 2 1⁄2 m hohe und 7 m lange Keramik ist ein Auftragswerk des Bezirksamtes Berlin-Treptow[3] und wird dort unter dem Titel Freizeit – Mensch und Natur geführt.[4]

## Sonstiges
Ein Teil des Schmollerplatzes soll nach einem Beschluss der BVV Treptow-Köpenick zu einem Klimaprojekt ausgebaut werden. Die Umgestaltungen sehen einen öffentlich zugängigen Stadtnatur- und Klima-Demonstrationsgarten vor, der für die Bevölkerung attraktiv werden soll.